# Атманай (річка)
Атмана́й, Ятманай — річка в Україні, в межах Якимівського району Запорізької області. Впадає до лиману Болградський Сивашик (басейн Азовського моря). Інші назви - Етманли, Ахманай, Ахманой.

## Опис
Довжина річки 10 км. Долина неглибока, з пологими схилами. Річище слабозвивисте. На річці споруджено 3 греблі, через що більша частина заплави затоплена.

## Розташування
Атманай бере початок на захід від села Давидівки. Тече переважно на південь (частково — на південний схід). Впадає до Болградського Сивашику на північний захід від села Атманай.